# 皮罗特
皮罗特（塞尔维亚语：Пирот）是位于塞尔维亚东南部的一个城市。坐标位置是北纬43.17度；东经22.60度。在2002年，该市有人口63,791人。皮罗特是皮罗特州的行政中心。市內的修道院是中世紀塞爾維亞的代表建築。